# Sanicula canadensis
Sanicula canadensis es una especie herbácea perteneciente a la familia de las apiáceas. Es originaria de Norteamérica

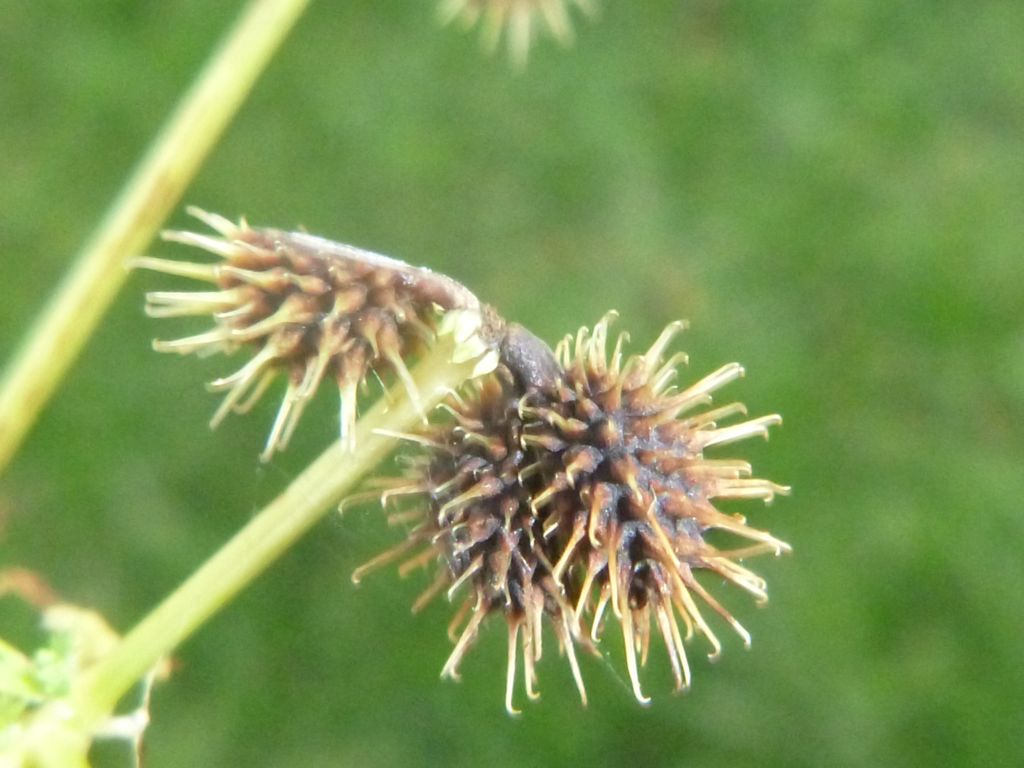
Semillas

## Descripción
Es bienal o perenne, y se propaga principalmente por semillas. Crece de 1 a 4,5 metros de altura, y se encuentra en los bosques caducifolios templados. Las flores de color blanco-verde con los sépalos más largos que los pétalos,  aparecen a finales de primavera o el comienzo del verano y se mantienen durante aproximadamente tres semanas, son de color verde y fresa. La fruta como una fresa con 2 semillas. La especie se encuentra en todo el este de Estados Unidos (excluyendo Maine), y se extiende hacia el norte en Quebec y Ontario, y al oeste de Texas y Wyoming.

## Taxonomía
Sanicula canadensis fue descrita por Carlos Linneo y publicado en Species Plantarum 1: 235. 1753.
Etimología
Sanicula: nombre genérico que deriva del diminutivo de la palabra latína sanare que significa "curar".
canadensis: epíteto geográfico que alude a su localización en Canadá.
Sinonimia
- Sanicula marilandica var. canadensis (L.) Torr.[5]